# Martin Weinek
Martin Weinek (Leoben, Stájerország, Ausztria, 1964. június 30. –) osztrák színpadi és filmszínész. Kunz szerepét játssza a Rex felügyelő televíziós sorozatban.

## Élete
A színészetet 1983 és 1986 között Peter P. Jost professzornál tanulta, 1986-tól a Theater Gruppe 80 csoportban tevékenykedett Bécsben. Az első filmes szerepe a Nachsaison-ban volt, ahol liftesfiút játszott.
1987-ben szerepelt a Ruhrfestspiele során Recklinghausen-ban a „Der Lechner Edi schaut ins Paradies“ filmben (rendező Georg Mittendrein); molnárt alakított a „Müllomania“ filmben (rendező Dieter Berner). Weinek tevékenykedett a Jura Soyfertheater Wien-ben  (1988–1989) és más színházakban, dolgozott még mint rendező, dramaturg és gyártó. A Hernalsi Városi Színház művészeti vezetője volt 1990–1991-ben.
Időközben egyre inkább a tévében és filmekben szerepelt, például 1989-ben a „Calafati Joe“-ban, egy hatrészes televíziós sorozatban.
Weinek és felesége (Eva – aki színháztudományt tanult és mint dramaturg dolgozott) borászként is tevékenykednek. Együtt kezdtek 1993-ban hobbiból borászkodni, jelenleg Heiligenbrunn-nál három hektár szőlőt művelnek.

## Film és televízió
- 1989: Calavati Joe (televíziós sorozat)
- 1999–2004, 2008,2009 : Rex felügyelő (Kommissar Rex) (televíziós sorozat)
- 2004: Silentium
- 2005: Grenzverkehr
- 2006: Unter weißen Segeln
- 2007: Die Rosenheim-Cops

## Rex Felügyelő
A Rex felügyelő c. sorozatban ő alakította Fritz Kunz szerepét.